# Jakob II av England

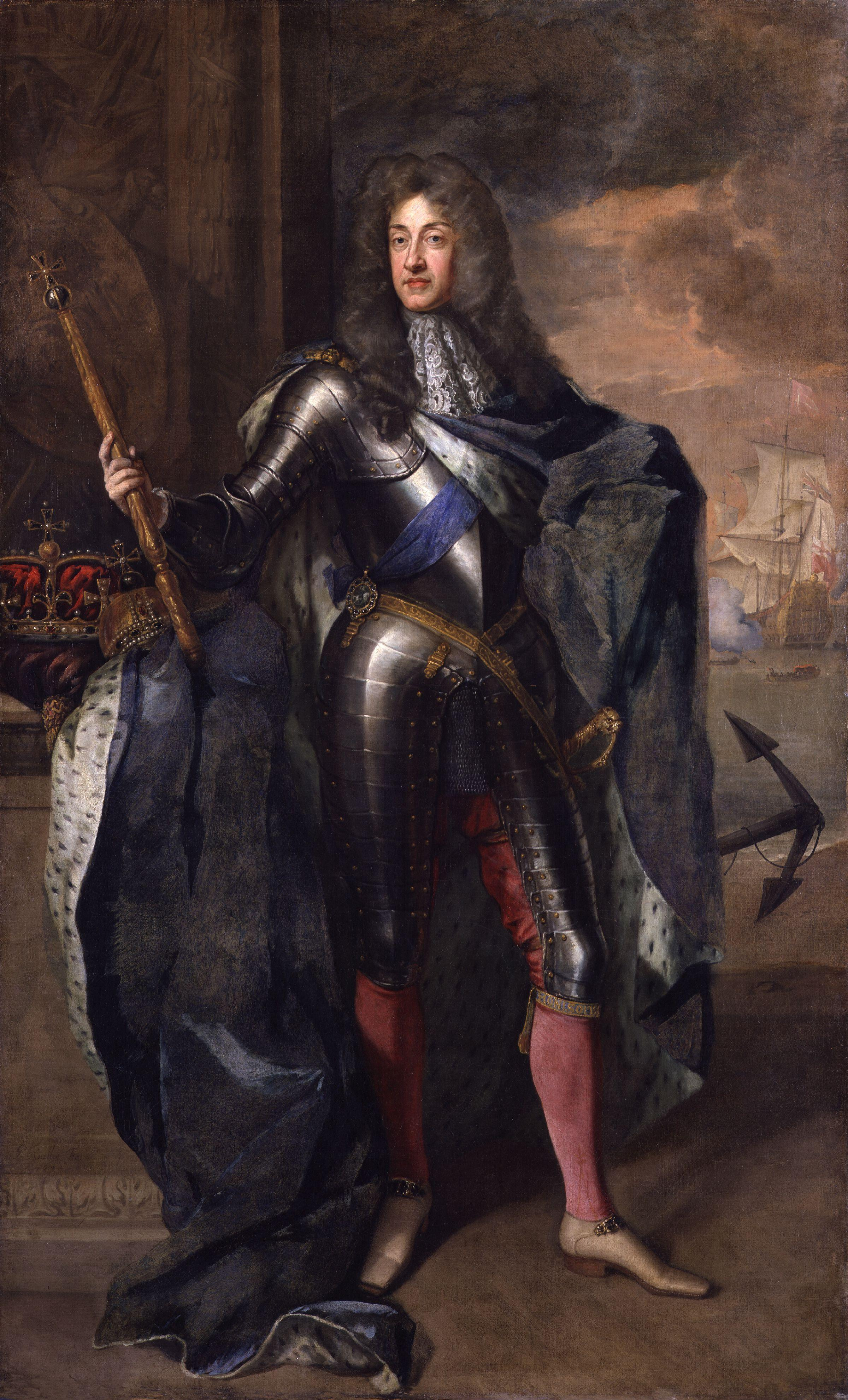
Jakob II av England

Jakob II av England och Jakob VII av Skottland (engelska: James II och James VII), född 14 oktober 1633 på St. James's Palace i Westminster i London, död 16 september 1701 i Saint-Germain-en-Laye i Frankrike, var kung av England, Skottland och Irland år 1685-1688.
Han var son till Karl I av England och Henrietta Maria av Frankrike (dotter till Henrik IV av Frankrike och Maria av Medici). Han tillhörde huset Stuart.
Jakob blev katolik 1671, vilket ledde till försök att utesluta honom från tronföljden, och sedan till uppror av hertigen av Monmouth och earl Argyll. Slutligen bjöd de politiska ledarna in Vilhelm av Oranien, sedermera Vilhelm III av England och erbjöd honom Englands tron som samregent med Jakobs dotter Maria. 
Jakob tvingades fly till Frankrike 1688 ("den ärorika revolutionen"). Det blev ett uppror i Irland 1689, men efter förlusten i slaget vid Boyne 1690 förblev Jakob i Frankrike.
Åsikten att Jakob, och inte Vilhelm III eller Maria II, var den legitime härskaren blev känd som "jakobitism". Jakob själv försökte inte återkomma till tronen utan levde resten av livet under Ludvig XIV:s beskydd. Hans son Jakob Edvard Stuart och hans sonson Karl Edvard Stuart (Bonnie Prince Charlie) försökte återupprätta den jakobinska ätten efter Jakobs död, men misslyckades. 
Jakob var först gift med Anna Hyde och senare med Maria av Modena, dotter till Alfonso IV av Modena.

## Barn- och ungdomsår
Jakob, andre överlevande son till Karl I och Henrietta Maria av Frankrike, föddes i St. James's Palace 1633 och blev hertig av York 1644. Under det engelska inbördeskriget, där hans far krigade mot parlamentets och puritanernas styrkor, stannade Jakob i Oxford, ett rojalistiskt fäste. När staden kapitulerade 1646 stängdes hertigen av York in i St James's Palace på befallning av parlamentet. 1648 rymde han från slottet och for till Haag i förklädnad. När Karl I hade blivit avrättad av rebellerna 1649 utropade monarkister hertigens av York äldre bror, Karl, till kung Karl II. Karl II erkändes av parlamenten i Skottland och Irland, och kröntes i Scone i Skottland 1651. Han kunde dock inte få Englands krona och flydde till Frankrike. 
Liksom sin bror sökte hertigen av York en fristad i Frankrike och tjänade i den franska armén under Turenne. 1656, när hans bror Karl bildade en allians med Spanien, en fiende till Frankrike, gick han med i den spanska armén under Louis, prins av Condé. Både Turenne och Condé prisade hans färdigheter. 
År 1660, när Oliver Cromwell var död, återinsattes Karl II på Englands tron och hertigen av York återvände till England med honom. Trots att han var tronföljare tycktes det osannolikt att hertigen av York verkligen skulle ärva kronan, eftersom Karl fortfarande var ung och kunde skaffa barn. I september 1660 gifte sig hertigen av York (som också blev hertig av Albany i Skottland) med Anna Hyde, dotter till Karls främste minister, Edward Hyde, 1:e earl av Clarendon.
Hertigen av York utsågs till Lord High Admiral och förde befäl över flottan under det andra (1665–1667) och tredje engelsk-nederländska kriget (1672–1674). Efter att de erövrats av engelsmännen 1664 gavs det nederländska territoriet Nya Nederländerna namnet New York till hans ära, liksom även New Amsterdam. Fort Orange, 150 miles uppför Hudsonfloden, omdöptes till Albany till hans ära också. Hertigen av York var också ledare för Royal African Company, som deltog i slavhandeln.

## Religion
Hertigen av York inträdde i romersk-katolska kyrkan 1668 eller 1669. Hans protestantiska motståndare i parlamentet, ledda av Anthony Ashley Cooper, 1:e earl av Shaftesbury, såg till att Test Act antogs. Under denna akt var alla civila och militära tjänstmän tvungna att svära en ed (i vilken de inte bara var tvungna att ta avstånd från transsubstantiationsläran, utan även fördöma vissa bruk i katolska kyrkan som "vidskepliga och avgudadyrkande") och motta nattvarden under den anglikanska kyrkans beskydd. Hertigen av York vägrade att utföra båda dessa handlingar och valde istället att avstå från posten som Lord High Admiral.
Karl II motsatte sig konverteringen och befallde att hertigens barn skulle uppfostras som protestanter. Ändå tillät han hertigen av York (vars första fru hade avlidit 1671) att gifta sig med katoliken Maria av Modena 1673. Det engelska folket misstrodde katolicismen och såg den nya hertiginna av York som en agent för påven. 
År 1677 försökte hertigen av York tillgodose protestanter genom att låta sin dotter Maria gifta sig med den protestantiske prinsen av Oranien Vilhelm III (som också var hans nevö). Trots denna eftergift fanns skräcken för en katolsk regent kvar och blev starkare på grund av att Karl II:s fru Katarina av Braganza inte fick några barn. En avsatt anglikansk kyrkoman, Titus Oates, talade osant om en "papistisk komplott" för att döda Karl och sätta hertigen av York på tronen. Den uppdiktade komplotten orsakade en våg av antikatolsk hysteri bland engelsmännen. Hertigen av York beslöt att lämna England och bege sig till Bryssel. 1680 utnämndes hertigen av York till Lord High Commissioner of Scotland och bosatte sig i Holyrood Palace i Edinburgh.
I England försökte Lord Shaftesbury och andra utesluta hertigen av York från tronföljden. Vissa föreslog till och med att kronan skulle gå till Karl II:s oäkta son James Scott, 1:e hertig av Monmouth. 1679, när ett lagförslag om uteslutning såg ut att bli godkänt, upplöste Karl II parlamentet. (Denna politiska kris medverkade till att det engelska tvåpartisystemet utvecklades; Whigs var de som stödde lagförslaget och tories de som motsatte sig det.) Två ytterligare parlament valdes 1680 och 1681, men upplöstes av samma orsak.
Efter att parlamentet upplösts 1681 inkallades inga fler parlament. Karl, som vid denna tid var mycket populär, tillät hertigen av York att återvända till England 1682. "Rye House-komplotten" 1683, en protestantisk sammansvärjning för att mörda både Karl II och hertigen av York, misslyckades totalt och ökade folkets sympatier för Karl och hans bror. York var nu åter inflytelserik i styret av riket, och blev ledare för torypartiet. Hans bror återinsatte honom på posten som Lord High Admiral 1684.

## Regeringstid

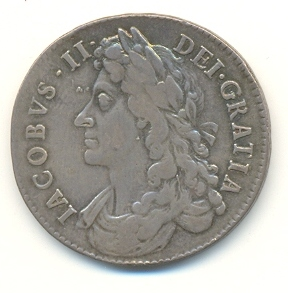
Mynt från 1686 med Jakob II:s bild

Karl II dog sine prole legitima (utan legitim avkomma) 1685, och konverterade till katolicismen på sin dödsbädd. Han efterträddes av sin bror, som regerade i England och Irland som Jakob II, och i Skottland som Jakob VII. Jakob kröntes i Westminster Abbey 23 april 1685. Till en början fanns föga av öppet motstånd mot den nye monarken och många konservativa anglikaner stödde honom rentav. Det nya parlament som samlades i maj 1685 tycktes vara vänligt sinnat mot Jakob och gick med på att ge honom en stor inkomst. 
Jakob fick emellertid möta Monmouthupproret (lett av Karl II:s oäkta son, hertigen av Monmouth). James Scott, 1:e hertig av Monmouth utropade sig själv till kung 20 juni 1685, men besegrades senare i slaget vid Sedgemoor. Monmouth blev avrättad i Tower of London kort därefter. Trots bristen på folkligt stöd för Monmouth började Jakob misstro sina undersåtar. 
Hans domare, särskilt George Jeffreys, 1:e baron Jeffreys (känd som "the Hanging Judge") straffade upprorsmakarna brutalt. Domare Jeffreys "blodiga rättsmöten" (Bloody Assizes) fick folket att uppfatta sin kung som en grym och barbarisk härskare. För att skydda sig själv från fler uppror strävade Jakob efter att upprätta en stor stående armé. Genom att han satte katoliker som befäl för flera regement hamnade kungen i konflikt med parlamentet. Parlamentet prorogerades i november 1685 och sammankallades aldrig mer under Jakobs regeringstid.
De religiösa motsättningarna förvärrades 1686. I det uppgjorda rättsfallet Godden v. Hales blev ett antal domare tvingade av kungen att förklara att kungen kunde bortse från de religiösa inskränkningar som införts av Test Acts. Jakob utnyttjade denna rätt och tillät katoliker att inneha de högsta ämbetena i Storbritannien. Han mottog påvens nuntie Ferdinando d'Adda, den förste representanten från Rom till London sedan Maria I:s tid. Jakobs jesuitiske biktfader, Edward Petre, var särskilt utsatt för protestanternas vrede. Utnämningspolitiken gjorde att kungen förlorade stöd från sina tidigare allierade Tories.
Jakob beordrade sedan att Henry Compton, den antikatolske biskopen av London, skulle avstängas och flera andra anglikaner på politiska poster blev avskickade. I indulgensförklaringen (1687) upphävde han lagar som diskrimierade mot katoliker och andra religiöst oliktänkande. (Det är oklart om Jakob utfärdade deklarationen för att vinna politiskt stöd av frikyrkliga eller om han verkligen förespråkade religionsfrihet). Jakob upplöste också parlamentet 1687 och reformerade sedan regeringen för att begränsa adelns makt. 
Kungen väckte också motstånd genom sin politik i fråga om University of Oxford. Han förargade anglikaner genom att tillåta katoliker att inneha viktiga poster vid Christ Church och University College, två av Oxfords största colleges. Ännu mer illa omtyckt var att han avsatte de protestantiska stryelseledamöterna vid Magdalen College och tillsatte en helt katolsk styrelse i deras ställe. Jakob ackrediterade påvens nuntie och gav statliga kontor åt fyra katolska biskopar.

## Den ärorika revolutionen
I april 1688 återutfärdade Jakob indulgensförklaringen och beordrade därefter anglikanska kyrkomän att läsa den i sina kyrkor. När ärkebiskopen av Canterbury William Sancroft och sex andra biskopar (kända som de sju biskoparna) lämnade en skrivelse där de efterfrågade en omprövning av kungens religionspolitik blev de arresterade och anklagade för uppviglande förtal, men frikändes. Folkets oro ökades när drottning Maria födde en katolsk son och arvinge, James Francis Edward, i juni 1688. (Vissa hävdade att sonen var "understucken" och hade ersatt ett dödfött barn. Det finns dock ingen tillförlitlig bevisning som stöder denna anklagelse.) När de hotades av en katolsk dynasti började flera inflytelserika protestanter förhandla med Vilhelm III, prinsen av Oranien, som var Jakobs svärson. Vilhelm hade hyllats som protestantisk hjälte då han krigat mot den katolske kungen av Frankrike, Ludvig XIV.
Den 30 juni 1688, samma dag som biskoparna blev frikända, bad en grupp protestantiska adelsmän, kända som de "odödliga sju" (Immortal Seven) prinsen av Oranien att komma till England med en armé. I september hade det blivit tydligt att Vilhelm ämnade invadera, men ändå avböjde Jakob hjälp från Ludvig XIV, då han fruktade att engelsmännen skulle motsätta sig fransk inblandning. Jakob trodde dessutom att hans egen armé skulle vara tillräcklig, men han visade sig vara för självbelåten, för när prinsen av Oranien anlände 5 november 1688, hoppade alla kungens protestantiska befälhavare av. Hans egen dotter, Anna, anslöt sig till angriparna, vilket orsakade stor beklämning för kungen. 11 december försökte Jakob fly till Frankrike, och kastade först det kungliga sigillet i Themsen. Han blev dock tillfångatagen i Kent. Prinsen av Oranien önskade inte att Jakob skulle bli en martyr och lät honom fly den 23 december. Jakob togs emot av Ludvig XIV, som erbjöd honom ett slott och en generös pension.
När Jakob lämnade riket var inget parlament i session. Fastän ett parlament normalt kunde sammankallas av den regerande monarken sammankallade prinsen av Oranien ett irreguljärt konventsparlament. (Proceduren att sammankalla ett konventsparlament hade tidigare använts när tronföljden var oklar. Det var ett konventsparlament som återinsatte Karl II på tronen efter det engelska inbördeskriget.) Konventet uttalade 12 februari 1689 att Jakobs försök att fly 11 december utgjorde en abdikation och att tronen då hade blivit vakant (istället för att gå till Jakob II:s son, James Francis Edward). Jakobs dotter Maria utnämndes till drottning. Hon skulle härska tillsammans med sin make Vilhelm III. De skotska ständerna följde det engelska parlamentets exempel 11 april samma år.
Vilhelm och Maria gav därefter sitt samtycke till ett beslut som vanligen kallas Bill of Rights. Denna bekräftade den tidigare Declaration of Right, i vilken konventet hade uttalat att Jakobs flykt utgjorde en abdikation, och att Vilhelm III och Maria II skulle bli kung och drottning. Bill of Rights anklagade också Jakob II för att ha missbrukat sin makt. Bland annat kritiserade den upphävandet av Test Acts, rättegången mot de sju biskoparna för att enbart ha gjort en framställan till kronan, upprättandet av en stående armé och påläggandet av grymma bestraffningar. Dessutom avgjordes frågan om tronföljden. Först i tronföljden var Vilhelms och Marias barn (om de skulle få några), därefter prinsessan Anna och hennes barn, och slutligen Vilhelms barn i ett eventuellt senare äktenskap.

## Senare år
Med en fransk armé på sin sida landsteg Jakob på Irland i mars 1689, vilket blev början till Tvenne kungars krig. Det irländska parlamentet följde inte det engelskas exempel utan förklarade att Jakob fortfarande var kung. Han besegrades emellertid i slaget vid Boyne 1 juli 1690. Han flydde till Frankrike efter nederlaget. För detta uppfattades han som feg och mycket av hans stöd upplöstes och han fick öknamnet Séamus an Chaca ("Skiten Jakob") på Irland.
I Frankrike tilläts Jakob bo i det kungliga slottet Saint-Germain-en-Laye. Ett försök att återinsätta honom på tronen genom att mörda Vilhelm III gjordes 1696, men komplotten misslyckades. Ludvig XIV:s erbjudande att låta välja Jakob till kung av Polen samma år avböjdes, eftersom Jakob fruktade att han som kung av Polen skulle i det engelska folkets ögon göra honom oförmögen att bli kung av England. Därefter slutade Ludvig att erbjuda hjälp till Jakob och detta beslut formaliserades av fördraget i Rijswijk (ett avtal med Vilhelm III) 1697. Under hans sista år levde Jakob som en anspråkslös botgörare. Han dog av en hjärnblödning 1701 i Saint-Germain-en-Laye, där han blev begravd.

## Arv
Jakobs yngre dotter Anna efterträdde Vilhelm III på tronen när denne dog 1702. (Maria II hade dött 1694.) Act of Settlement 1701 föreskrev att om den tronföljd som upprättats i Bill of Rights skulle utslockna skulle kronan gå till en avlägsen tysk kusin Sofia av Hannover och till hennes protestantiska arvingar. Därför ärvdes kronan när Anna dog 1714 (kort efter Sofia) av Georg I, Sofias son.
Jakob II:s son, James Francis Edward Stuart, känd av sina anhängare som "Jakob III och VIII" och av sina motståndare som "den gamle pretendenten" ("Old Pretender"), tog över jakobiternas sak och ledde ett uppror i Skottland 1715, kort efter Georg I:s trontillträde, men besegrades. Senare uppror slogs också ned och efter upproret 1745 gjordes inget allvarligt försök att återupprätta huset Stuart, även om några personer fortfarande är anhängare till jakobitismen.
James Francis Edward dog 1766 och efterträddes av sin äldste son Charles Edward Stuart (känd av sina anhängare som "Karl III" och av motståndarna som "den unge pretendenten" "Young Pretender"). Charles efterträddes i sin tur av sin lillebror Henry Benedict Stuart, en kardinal i katolska kyrkan. Henry var den siste av Jakob II:s legitima ättlingar. När han dog 1807 övergick jakobiternas tronanspråk till en ättling till kung Karl I, kung Karl Emmanuel IV av Sardinien. För tillfället är Jakob II:s arvinge Franz, hertig av Bayern. Fastän hertigen av Bayern inte har gjort anspråk på tronen erkänns han av jakobiter som "Frans II."

## Barn
| Namn                                      | Födelse           | Död              | Noter |
| ----------------------------------------- | ----------------- | ---------------- | --- |
| Med Anna Hyde                             |                   |                  | |
| Karl, hertig av Cambridge                 | 22 oktober 1660   | 5 maj 1661       | |
| Maria II                                  | 30 april 1662     | 28 december 1694 | gift 1677, Vilhelm III, prins av Oranien; inga barn |
| Jakob, hertig av Cambridge                | 12 juli 1663      | 22 maj 1667      | |
| Drottning Anna                            | 6 februari 1665   | 1 augusti 1714   | gift 1683, Prins Georg av Danmark; inga överlevande barn |
| Karl, hertig av Kendal                    | 4 juli 1666       | 20 juni 1667     | |
| Edgar, hertig av Cambridge                | 14 september 1667 | 15 november 1669 | |
| Henrietta                                 | 13 januari 1669   | 15 november 1669 | |
| Katarina                                  | 9 februari 1671   | 5 december 1671  | |
| Med Maria av Modena                       |                   |                  | |
| Katarina                                  | 10 januari 1675   | 3 oktober 1675   | |
| Isabella                                  | 28 augusti 1676   | 2 mars 1681      | |
| Karl                                      | 7 november 1677   | 12 december 1677 | |
| Elisabet                                  | 1678              | c. 1678          | |
| Charlotta                                 | 16 augusti 1682   | 16 oktober 1682  | |
| Jakob, prins av Wales                     | 10 juni 1688      | 1 januari 1766   | gift 1719, Maria Sobieski; hade barn |
| Louise                                    | 28 juni 1692      | 20 april 1712    | |
| Med Arabella Churchill                    |                   |                  | |
| Henrietta FitzJames                       | 1667              | 3 april, 1730    | Gift med först Henry Waldegrave; hade barn. Gift andra gången med Piers Butler, 3:e viscount Galmoye; inga barn.                                              |
| Jakob FitzJames, 1:e hertig av Berwick    | 21 augusti, 1670  | 12 juni, 1734    | |
| Henrik FitzJames, 1:e hertig av Albemarle | augusti, 1673     | december, 1702   | |
| Arabella FitzJames                        | 1674              | 7 november 1704  | Blev nunna; inga barn. |
| Med Katarina Sedley                       |                   |                  | |
| Katarina Darnley                          | c. 1681           | 13 mars 1743     | gift med först Jakob Annesley, 3:e earl av Anglesey och fick barn, gift andra gången med John Sheffield, 1:e hertig av Buckingham och Normanby och fick barn. |

## Anfäder
|                                        |  |  |  |  |  |  |  |                                       |  |  |  |  |  |  |  |                                        |  |  |  |  |  |  |  | 8. Henry Stuart, lord Darnley                |
|                                        |  |  |  |  |  |  |  |                                       |  |  |  |  |  |  |  |                                        |  |  |  |  |  |  |  |                                              |
|                                        |  |  |  |  |  |  |  |                                       |  |  |  |  |  |  |  | 4. Kung Jakob I av England & Skottland |  |  |  |  |  |  |  |                                              |
|                                        |  |  |  |  |  |  |  |                                       |  |  |  |  |  |  |  |                                        |  |  |  |  |  |  |  |                                              |
|                                        |  |  |  |  |  |  |  |                                       |  |  |  |  |  |  |  |                                        |  |  |  |  |  |  |  | 9. Drottning Maria I av Skottland            |
|                                        |  |  |  |  |  |  |  |                                       |  |  |  |  |  |  |  |                                        |  |  |  |  |  |  |  |                                              |
|                                        |  |  |  |  |  |  |  | 2. Kung Karl I av England & Skottland |  |  |  |  |  |  |  |                                        |  |  |  |  |  |  |  |                                              |
|                                        |  |  |  |  |  |  |  |                                       |  |  |  |  |  |  |  |                                        |  |  |  |  |  |  |  |                                              |
|                                        |  |  |  |  |  |  |  |                                       |  |  |  |  |  |  |  |                                        |  |  |  |  |  |  |  | 10. Kung Fredrik II av Danmark               |
|                                        |  |  |  |  |  |  |  |                                       |  |  |  |  |  |  |  |                                        |  |  |  |  |  |  |  |                                              |
|                                        |  |  |  |  |  |  |  |                                       |  |  |  |  |  |  |  | 5. Anna av Danmark                     |  |  |  |  |  |  |  |                                              |
|                                        |  |  |  |  |  |  |  |                                       |  |  |  |  |  |  |  |                                        |  |  |  |  |  |  |  |                                              |
|                                        |  |  |  |  |  |  |  |                                       |  |  |  |  |  |  |  |                                        |  |  |  |  |  |  |  | 11. Sofia av Mecklenburg                     |
|                                        |  |  |  |  |  |  |  |                                       |  |  |  |  |  |  |  |                                        |  |  |  |  |  |  |  |                                              |
| 1. Kung Karl II av England & Skottland |  |  |  |  |  |  |  |                                       |  |  |  |  |  |  |  |                                        |  |  |  |  |  |  |  |                                              |
|                                        |  |  |  |  |  |  |  |                                       |  |  |  |  |  |  |  |                                        |  |  |  |  |  |  |  | 12. Anton av Bourbon, titulärkung av Navarra |
|                                        |  |  |  |  |  |  |  |                                       |  |  |  |  |  |  |  |                                        |  |  |  |  |  |  |  |                                              |
|                                        |  |  |  |  |  |  |  |                                       |  |  |  |  |  |  |  | 6. Kung Henrik IV av Frankrike         |  |  |  |  |  |  |  |                                              |
|                                        |  |  |  |  |  |  |  |                                       |  |  |  |  |  |  |  |                                        |  |  |  |  |  |  |  |                                              |
|                                        |  |  |  |  |  |  |  |                                       |  |  |  |  |  |  |  |                                        |  |  |  |  |  |  |  | 13. Drottning Johanna III av Navarra         |
|                                        |  |  |  |  |  |  |  |                                       |  |  |  |  |  |  |  |                                        |  |  |  |  |  |  |  |                                              |
|                                        |  |  |  |  |  |  |  | 3. Henrietta Maria av Frankrike       |  |  |  |  |  |  |  |                                        |  |  |  |  |  |  |  |                                              |
|                                        |  |  |  |  |  |  |  |                                       |  |  |  |  |  |  |  |                                        |  |  |  |  |  |  |  |                                              |
|                                        |  |  |  |  |  |  |  |                                       |  |  |  |  |  |  |  |                                        |  |  |  |  |  |  |  | 14. Storhertig Frans I av Toscana            |
|                                        |  |  |  |  |  |  |  |                                       |  |  |  |  |  |  |  |                                        |  |  |  |  |  |  |  |                                              |
|                                        |  |  |  |  |  |  |  |                                       |  |  |  |  |  |  |  | 7. Maria av Medici                     |  |  |  |  |  |  |  |                                              |
|                                        |  |  |  |  |  |  |  |                                       |  |  |  |  |  |  |  |                                        |  |  |  |  |  |  |  |                                              |
|                                        |  |  |  |  |  |  |  |                                       |  |  |  |  |  |  |  |                                        |  |  |  |  |  |  |  | 15. Johanna av Österrike                     |
|                                        |  |  |  |  |  |  |  |                                       |  |  |  |  |  |  |  |                                        |  |  |  |  |  |  |  |                                              |